# Psilidae
Psilidae là một họ ruồi hai cánh. Có ít nhất 38 loài trong 4 chi trong họ này. Chamaepsila rosae) thuộc họ này.
Chúng phân bố ở tây Palaeartic bao gồm Nga, Thổ Nhĩ Kỳ

## Hình ảnh

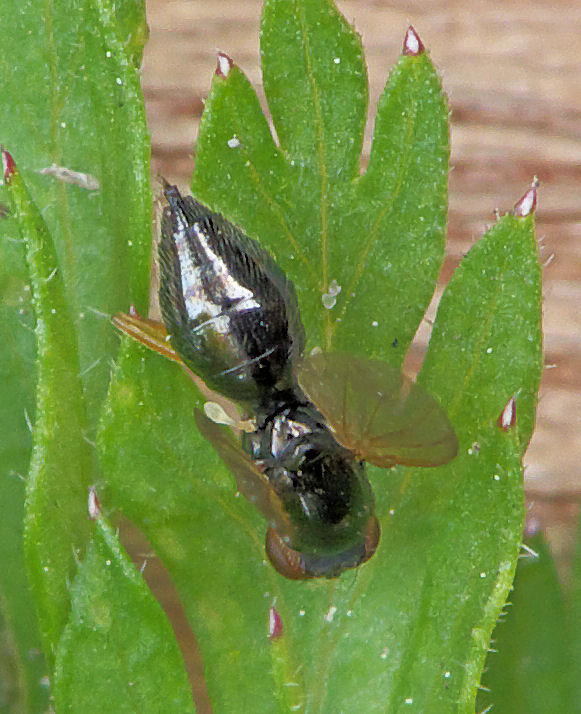
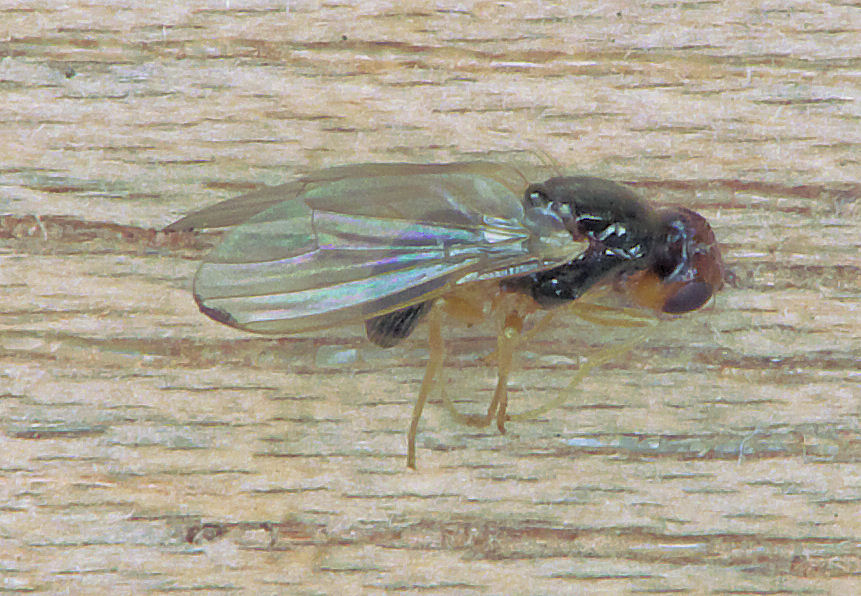
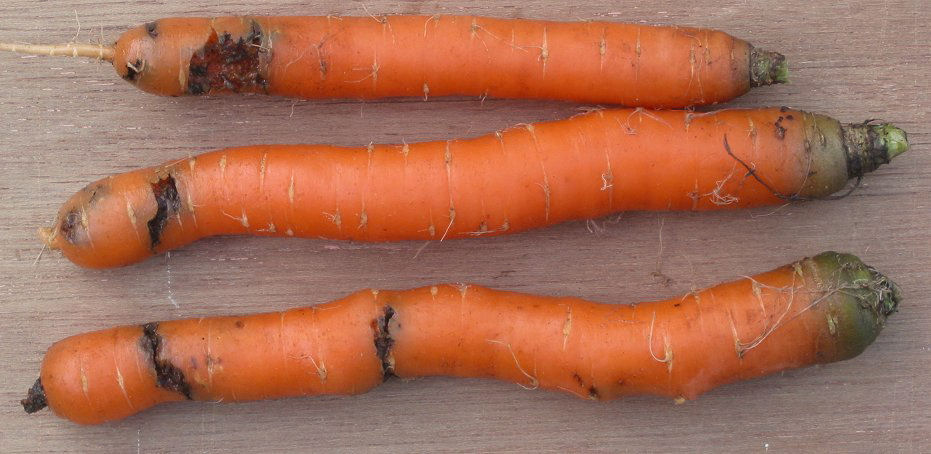